# Provinz Lecco
Die Provinz Lecco ist eine italienische Provinz im Norden der Region Lombardei. Sie hat 333.270 Einwohner (Stand 31. Dezember 2023) in 84 Gemeinden auf einer Fläche von 816,17 km². Zu ihren größten Gemeinden zählen Calolziocorte, Casatenovo, Merate und Valmadrera.
Die Provinz wurde am 6. März 1992 aus der Provinz Como ausgegliedert.

## Größte Gemeinden
(Stand: 31. Dezember 2023)
| Gemeinde           | Einwohner |
| ------------------ | --------- |
| Lecco              | 47.125    |
| Merate             | 14.882    |
| Calolziocorte      | 13.635    |
| Casatenovo         | 13.286    |
| Valmadrera         | 11.284    |
| Mandello del Lario | 9900      |
| Oggiono            | 9.127     |
| Missaglia          | 8.903     |
| Galbiate           | 8.413     |
| Colico             | 8.155     |
| Olginate           | 6.921     |
| Olgiate Molgora    | 6.284     |
| Robbiate           | 6.324     |